# Песчаные Ковали
Песчаные Ковали — село в Лаишевском районе Татарстана. Административный центр Песчано-Ковалинского сельского поселения.

## География
Расположено у Ковалевского озера в южной пригородной зоне Казани, примерно в 35 км к северо-западу от города Лаишево. На юге примыкает к селу Габишево.

## История
Основано в период Казанского ханства. Упоминалось также как Ильинское, Ковали. Первоначально принадлежало Казанскому архиерейскому дому. Русское поселение было основано в первой половине XVII столетия на месте бывшей татарской деревни на землях Казанского Спасо-Преображенского монастыря. Первыми жителями села были кузнецы, которые ковали для лошадей в кузнице на берегу озера, от этого и пошло название села Ковали. 
В 1820 году на средства крестьян села и деревни Матюшино на берегу озера построена Ильинская церковь, в 1840–1850 годах — колокольня и приделы. В 1930-е годы церковь была закрыта, здание использовалось в качестве зернохранилища, в 2004–2006 годах — реконструирована. 
В 1931 году в селе образован колхоз им. Молотова. В 1956–1960 годах работала сельхозартель «Волга» (председатель — В.А. Коршунов). В 1960 году земли сельхозартели были переданы сначала совхозу «Столбищенский», затем — Казанскому откормсовхозу треста «Скотокорм». С 1964 года село в составе совхоза «Откормочный» (другое название — «Казанский»). 
В 1961 году была построена начальная школа, а в 1972 году — двухэтажная восьмилетняя школа, которая затем стала средней. 
В 1956 году зародился посёлок нефтяников, когда началось строительство первой очереди нефтеперекачивающей станции «Ковали». .

## Население
| 2002 | 2010  | 2021  |
| ---- | ----- | ----- |
| 1681 | ↗1833 | ↗3166 |

Постоянных жителей было: в 1782 году — 158 душ мужского пола, в 1859 — 857, в 1897 — 1219, в 1908 — 1339, в 1920 — 1377, в 1926 — 1486, в 1949 — 901, в 1958 — 1083, в 1970 — 739, в 1979 — 1221, в 1989 — 1553.

## Транспорт
Через село проходит пригородный автобусный маршрут № 103 (станция метро «проспект Победы» — Орёл).